# Artillery
Artillery ist eine dänische Thrash-Metal-Band, die 1982 in Taastrup in der Nähe von Kopenhagen gegründet wurde.

## Geschichte

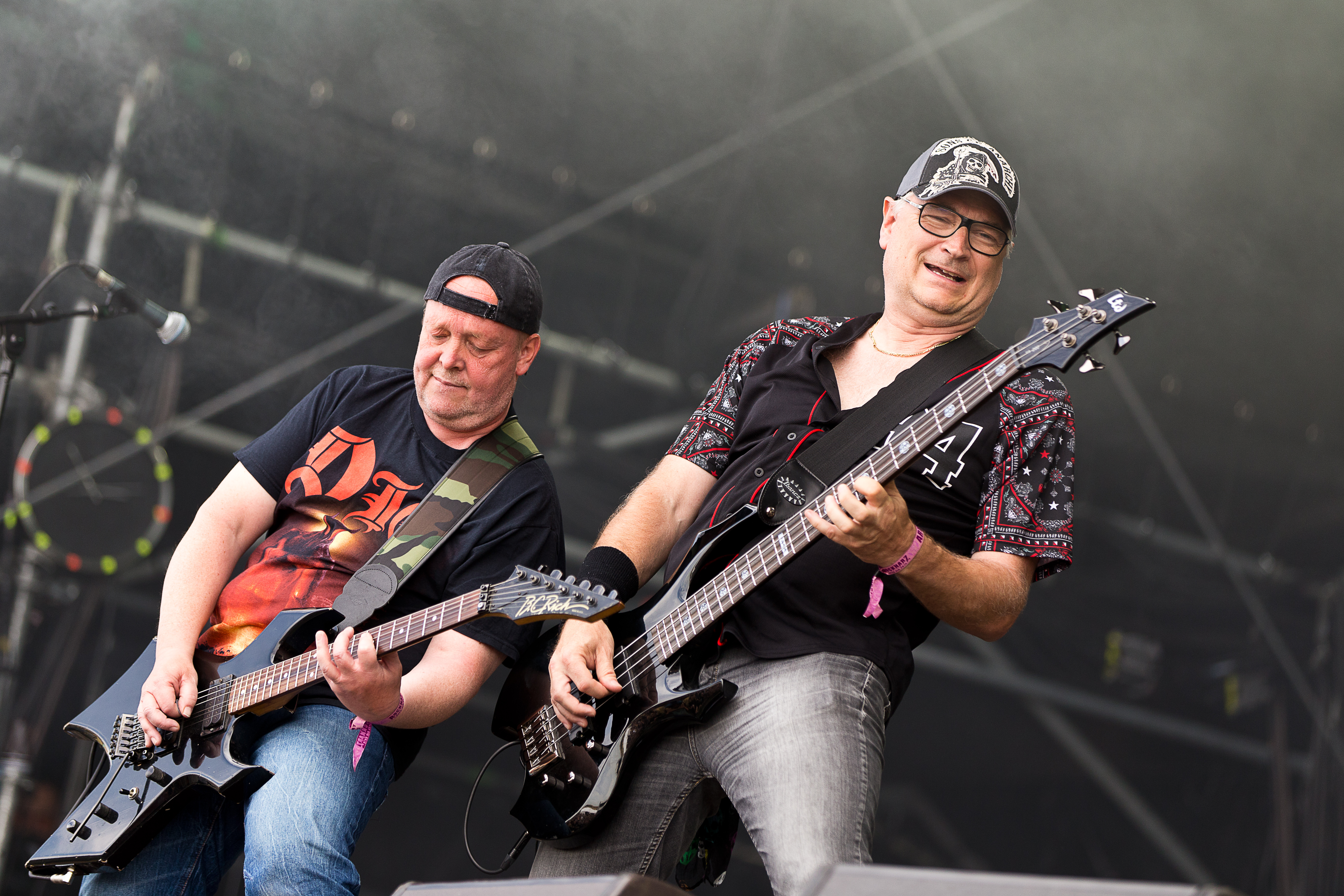
Michael Stützer und Peter Thorslund auf dem Rockharz 2015 in Ballenstedt.

Artillery wurde von den Gitarristen Jørgen Sandau und Michael Stützer, dem Bassisten Morten Stützer, dem Schlagzeuger Carsten Nielsen und dem Sänger Carsten Lohmann gegründet. Zu Beginn wurde ihre Musik als Power Metal bezeichnet, bevor dieser Begriff sich als Genrebezeichnung etablierte.
Im Jahr 1985 verließ Carsten Lohmann die Band und wurde durch Flemming Rönsdorf ersetzt. Im selben Jahr nahmen Artillery ihr drittes Demo Fear of Tomorrow auf, unterzeichneten einen Vertrag mit Neat Records und veröffentlichten ihr erstes Album Fear of Tomorrow. Dieses wurde als Speed Metal mit neoklassischem Sinn für Melodie und als schnellere Version von Mercyful Fate mit rauerem Gesang beschrieben. Ihr zweites Album Terror Squad wurde 1987 veröffentlicht.
1989 verließ Jørgen Sandau die Band. Bassist Morten Stützer übernahm nun seine Position als Gitarrist, neuer Bassist wurde Peter Thorslund. Ihr drittes Album By Inheritance erschien 1990 auf LP und CD, ab diesem Zeitpunkt wies die Musik der Band orientalische Einflüsse auf. Die Band hatte zu dieser Zeit einen Vertrag mit Roadrunner Records. 1991 lösten Artillery sich zunächst auf.
Im Jahr 1998 wurde Deadly Relicts veröffentlicht. Diese CD beinhaltete hauptsächlich alte Demos. Im selben Jahr formierten Artillery sich neu und nahmen ihr viertes Album B.A.C.K. auf, das 1999 erschien.
2007 wurde die limitierte 4-CD-Box Through the Years veröffentlicht. Sie enthält alle 4 Alben, alle Demos sowie ein 32-seitiges Booklet mit allen Songtexten. Alle Songs wurden zudem noch neu gemastert.
Auf der offiziellen Website verkündete Michael Stützer, dass die Band nun wieder aktiv sei, allerdings ohne Flemming Rönsdorf, Konzerte plane und alte Lieder proben würde. Zudem würde ein neues Album in Erwägung gezogen werden. Die Band suchte daraufhin einen neuen Sänger und fand mit Søren Adamsen ihren neuen Frontmann.
Im Juni 2008 erschien die DVD Artillery – One Foot on the Grave, the Other on the Trash. Diese beinhaltete eine Aufzeichnung ihres Metalmania-Auftritts in Polen, während ihrer Tour durch Europa.
Ihr fünftes Album When Death Comes veröffentlichte die Band 2009. Durch den neuen Sänger Søren Nico Adamsen von der Power-Metal-Band Crystal Eyes flossen Power-Metal-Einflüsse in Artillerys Musik ein.
Ein neues Studioalbum wurde 2011 unter dem Titel My Blood veröffentlicht.
Das folgende Album Legions schloss sich im November 2013 über Metal Blade Records an.
2016 folge Penalty by Perception und im Jahr 2018 mit The Face of Fear ein weiteres Studioalbum.
Am 2. Oktober 2019 starb das Gründungsmitglied Morten Stützer. Er wurde durch Kræn Meier ersetzt und die Single The Last Journey veröffentlicht.
Das zehnte Studioalbum der Band, schlicht X betitelt, erschien im Mai 2021.
Schlagzeuger Josua Madsen starb am 8. März 2023 bei einem Verkehrsunfall im Alter von 45 Jahren, kurz nachdem er die Band verlassen hatte.

## Diskografie

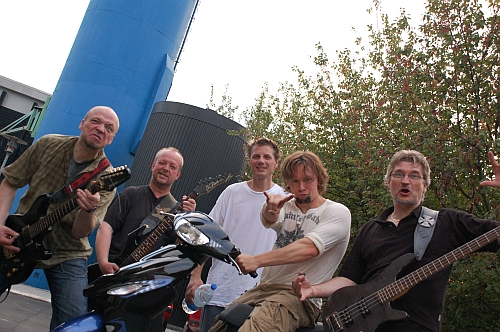
Artillery (2010)

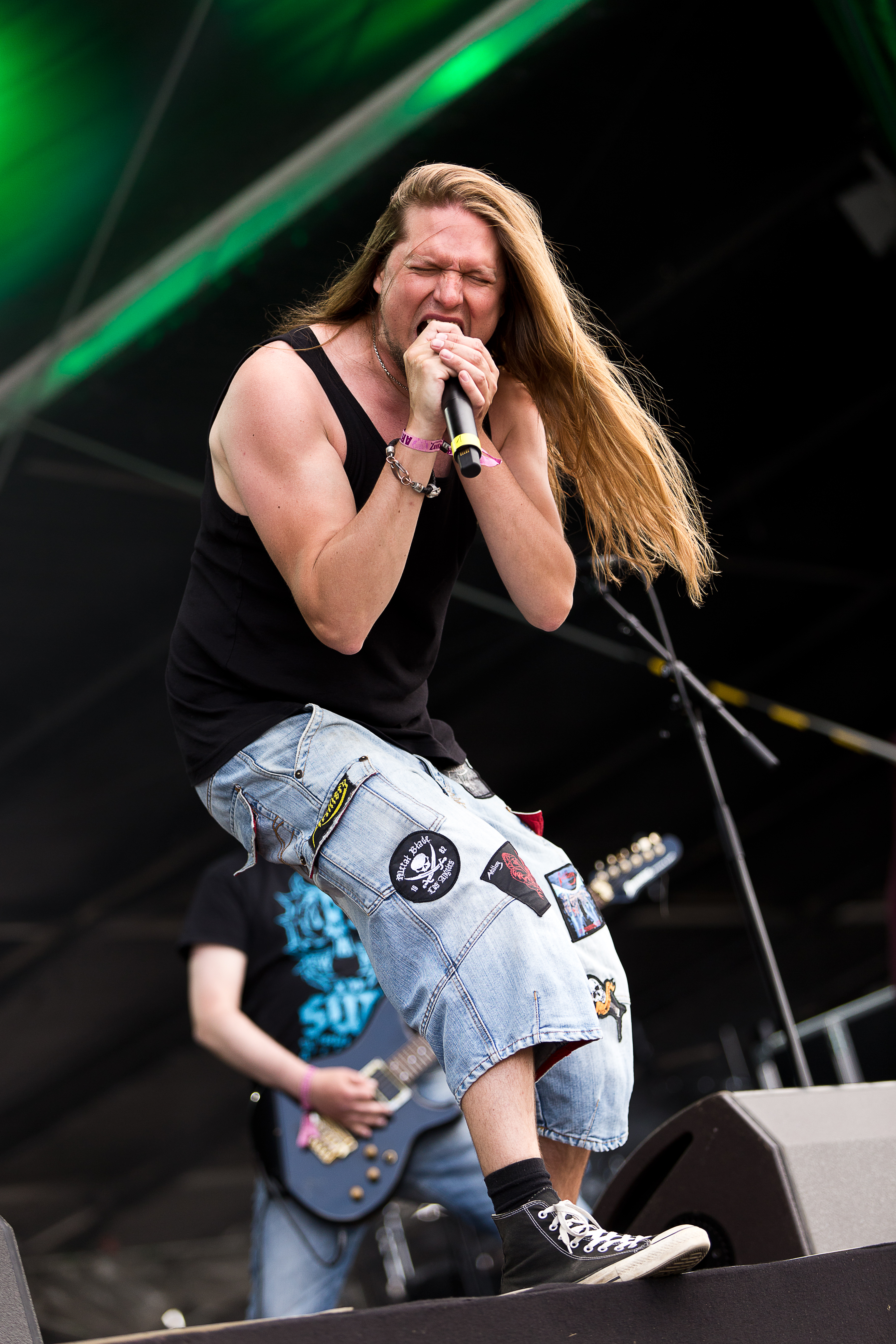
Michael Bastholm Dahl auf dem Rockharz 2015 in Ballenstedt.

### Studioalben
- 1985: Fear of Tomorrow (Wiederveröffentlichung 1990 und 1998)
- 1987: Terror Squad (Wiederveröffentlichung 1990 und 1998)
- 1990: By Inheritance
- 1999: B.A.C.K
- 2009: When Death Comes
- 2011: My Blood
- 2013: Legions
- 2016: Penalty by Perception
- 2018: The Face of Fear
- 2021: X

### Sonstiges
- 1982: We Are the Dead (Demo)
- 1984: Shellshock (Demo)
- 1984: Deeds of Darkness (Demo)
- 1985: Fear of Tomorrow (Demo)
- 1985: Speed Metal Hell (Sampler)
- 1985: Satan’s Revenge (EP)
- 1989: 1989 Demo (Demo)
- 1990: Khomaniac (EP)
- 1998: Deadly Relics (EP)
- 1999: Jester (Single)
- 2007: Through the Years (4-CD-Box-Set)
- 2008: Artillery – One Foot on the Grave, the Other on the Trash (DVD)
- 2019: In the Trash (Kompilation)
- 2020: The Last Journey (Single)
- 2024: Raw Live at Copenhell (Livealbum)